# Wolfgang Haunsberger
Wolfgang Haunsberger (* 31. Oktober 1940 in Salzburg; † 29. Juli 2018 in Elsbethen) war ein österreichischer Politiker (ÖVP) und Tischlermeister. Er war von 1974 bis 1994 Abgeordneter zum Salzburger Landtag und von 1994 bis 2001 Obmann der Allgemeinen Unfallversicherungsanstalt (AUVA).

## Ausbildung und Beruf
Haunsberger besuchte zwischen 1946 und 1955 die Volks- und Hauptschule in seiner Geburtsstadt Salzburg und absolvierte ab 1955 eine Lehre als Tischler sowie die Berufsschule. 1958 schloss er seine Tischlerlehre ab. Er rückte danach zum Österreichischen Bundesheer ein und leistete seinen Präsenzdienst ab. Zudem war er bis 1963 als Wachtmeister beim Bundesheer tätig. Haunsberger kehrte im Jahr 1963 in seinen erlernten Beruf zurück und legte 1967 die Prüfung zum Tischlermeister ab. 1968 machte er sich als Tischlermeister in Elsbethen selbständig, wobei er bis 2001 als Tischlermeister arbeitete.

## Politik und Funktionen
Haunsberger trat der Österreichischen Volkspartei bei und engagierte sich zudem bei der ÖVP-Teilorganisation Österreichischer Wirtschaftsbund. Er wirkte zwischen 1976 und 1992 als Bezirksobmann des Österreichischen Wirtschaftsbundes im Flachgau und war zwischen  1981 und 1988 als Sektionsobmann Gewerbe der Wirtschaftskammer Salzburg aktiv, war 1988 Kurator des Wirtschaftsförderungsinstitutes (WIFI) und von  1988 bis 1994 Landesobmann-Stellvertreter der Sozialversicherungsanstalt der gewerblichen Wirtschaft. Zudem hatte er zwischen 1994 und  2001 das Amt des Obmanns der Allgemeinen Unfallversicherungsanstalt (AUVA) inne. Haunsberger engagierte sich des Weiteren in der Lokalpolitik und war von 1974 bis 1984 Mitglied der Gemeindevertretung von Elsbethen. Er kandidierte bei der Landtagswahl 1974 und wurde in der Folge am 22. Mai 1974 als Abgeordneter zum Salzburger Landtag angelobt. Haunsberger gehörte dem Landtag 20 Jahre durchgehend an und schied per 1. Mai 1994 aus dem Landtag aus.

## Auszeichnungen
Großes Ehrenzeichen für Verdienste um die Republik Österreich (1985)